# Lamiaceae
Lamiaceae sau Labiatae este o familie de plante dicotiledonate care cuprinde aproximativ 6.000 de specii și peste 210 genuri, repartizate de Cantino (1992) în 9 subfamilii (Ajugoideae, Chloanthoideae, Lamioideae, Nepetoideae, Scutellarioideae, Teucrioideae, Viticoideae, Pogostemoideae).
Sunt specii aromatice, erbacee (rareori lignificate, în acest caz subarbuști-arbuști), cu tulpină caracteristică patrunghiulară. Frunzele sunt uzual opuse, simple, nestipelate. 

## Reprezentanți
Flora României conține 138 de specii, spontane și cultivate, ce aparțin la 34 de genuri. Printre exemplele de mai jos se află și reprezentați ai florei din România:
- Acinos
  - Acinos alpinus – Cimbru mare de munte
  - Acinos arvensis – Izmușoară de câmp
  - Acinos rotundifolius
  - Acinos suaveolens
- Ajuga
  - Ajuga chamaepytis – Tămâiță de câmp
  - Ajuga genevensis – Suliman
  - Ajuga laxmannii – Barba boierului
  - Ajuga pyramidalis
  - Ajuga reptans – Vinețică
  - Ajuga salicifolia
- Ballota
  - Ballota nigra – Cătușe
- Calamintha
  - Calamintha ascendens
  - Calamintha einseleana – Izmușoară
  - Calamintha menthifolia – Izmă de pădure
- Clinopodium
  - Clinopodium vulgare – Apărătoare
- Coleus
  - Coleus blumei – Mireasă, Urzicuțe
- Dracocephalum
  - Dracocephalum austriacum
  - Dracocephalum moldavica – Mătăciune
  - Dracocephalum ruyschiana – Mătăciune
  - Dracocephalum triflorum
- Elsholtzia
  - Elsholtzia ciliata
- Galeobdolon
  - Galeobdolon luteum – Gălbinițe
  - Galeobdolon montanum – Gălbinițe
- Galeopsis
  - Galeopsis angustifolia – Fața mâței
  - Galeopsis bifida
  - Galeopsis ladanum – Tapoșnic
  - Galeopsis pubescens – Zabră
  - Galeopsis segetum
  - Galeopsis speciosa – Cânepiță, Zabră
  - Galeopsis tetrahit – Lungurică
- Glechoma
  - Glechoma hederacea – Rotungioară
  - Glechoma hirsuta – Silnic
- Hyssopus
  - Hyssopus officinalis – Isop
- Lamium
  - Lamium album – Urzică moartă albă
  - Lamium amplexicaule – Sugel, Urzică moartă
  - Lamium bifidum
  - Lamium garganicum
  - Lamium galeobdolon - Urzică moartă galbenă
  - Lamium hybridum
  - Lamium maculatum – Urzică moartă
  - Lamium purpureum – Sugel puturos
- Lavandula
  - Lavandula angustifolia – Levănțică
  - Lavandula latifolia – Levănțică
- Leonurus
  - Leonurus cardiaca – Talpa gâștei
  - Leonurus marrubiastrum – Coada mâței, Talpa lupului
- Lycopus
  - Lycopus europaeus – Piciorul lupului
  - Lycopus exaltatus – Ciorvană mare
- Marrubium
  - Marrubium peregrinum – Cătușnică sălbatică
  - Marrubium pestalozzae
  - Marrubium vulgare – Unguraș, Voinic
- Melissa
  - Melissa officinalis – Roiniță, Iarba stupului
- Melittis
  - Melittis melissophyllum – Dumbravnic
- Mentha
  - Mentha aquatica – Izma broaștei
  - Mentha arvensis – Izma cerbului
  - Mentha longifolia – Izmă proastă, Izma calului
  - Mentha pulegium – Busuiocul cerbilor, Izmă proastă
  - Mentha spicata – Izmă, Mentă
  - Mentha suaveolens – Izmă, Mentă
  - Mentha x dalmatica – Izmă, Mentă
  - Mentha x dumetorum – Izmă, Mentă
  - Mentha x gentilis – Izmă, Mentă
  - Mentha x piperita – Izmă, Mentă
  - Mentha x smithiana – Izmă, Mentă
  - Mentha x verticillata – Izmă, Mentă
  - Mentha x villosa – Izmă, Mentă
- Micromeria
  - Micromeria pulegium
- Nepeta
  - Nepeta cataria – Cătușnică
  - Nepeta nuda – Poala Sfintei Mării
  - Nepeta parviflora
  - Nepeta ucranica
- Ocimum
  - Ocimum basilicum – Busuioc
- Origanum
  - Origanum vulgare – Sovârf
- Phlomis
  - Phlomis pungens – Scorogoi, Bunduța vântului
  - Phlomis tuberosa – Solovârfiță
- Prunella
  - Prunella grandiflora
  - Prunella laciniata
  - Prunella vulgaris – Busuioc de câmp
- Salvia
  - Salvia aethiopis – Șerlai
  - Salvia amplexicaulis – Jaleș, Salvie
  - Salvia austriaca – Coada lupului
  - Salvia glutinosa – Cinsteț
  - Salvia hispanica – Chia
  - Salvia nemorosa – Jaleș de câmp
  - Salvia nutans – Jaleș, Salvie
  - Salvia officinalis – Jaleș de grădină
  - Salvia pratensis – Salvie de câmp
  - Salvia reflexa – Jaleș, Salvie
  - Salvia ringens – Jaleș, Salvie
  - Salvia sclarea – Iarba Sfântului Ioan
  - Salvia splendens – Jaleș de grădină, Salvie
  - Salvia transsilvanica – Jaleș, Salvie
  - Salvia verbenaca – Jaleș, Salvie
  - Salvia verticillata – Urechea porcului
- Satureja
  - Satureja caerulea
  - Satureja hortensis – Cimbru
  - Satureja kitaibelii
- Scutellaria
  - Scutellaria alpina – Gura lupului
  - Scutellaria altissima
  - Scutellaria columnae
  - Scutellaria galericulata – Mirgău
  - Scutellaria hastifolia
  - Scutellaria orientalis
  - Scutellaria supina
  - Scutellaria velenovskyi
- Sideritis
  - Sideritis montana – Încheietoare
- Stachys
  - Stachys alpina
  - Stachys angustifolia
  - Stachys annua – Cinsteț
  - Stachys atherocalyx
  - Stachys byzantina – Urechea iepurelui
  - Stachys germanica – Jaleș, Pavăză
  - Stachys maritima
  - Stachys obliqua
  - Stachys officinalis – Crețișor, Vindecea
  - Stachys palustris – Bălbisă
  - Stachys recta – Jaleș de câmp
  - Stachys sylvatica – Bălbisă
- Teucrium
  - Teucrium botrys
  - Teucrium chamaedrys – Dumbăț
  - Teucrium montanum – Sugărel
  - Teucrium polium – Sugărel alb
  - Teucrium scordium – Iarbă unsuroasă
- Thymus
  - Thymus alpestris – Cimbru, Cimbrișor
  - Thymus alternans – Cimbru, Cimbrișor
  - Thymus balcanus – Cimbru, Cimbrișor
  - Thymus bihoriensis – Cimbru, Cimbrișor
  - Thymus callieri – Cimbru, Cimbrișor
  - Thymus comosus – Cimbru, Cimbrișor
  - Thymus comptus – Cimbru, Cimbrișor
  - Thymus glabrescens – Cimbru, Cimbrișor
  - Thymus jankae – Cimbru, Cimbrișor
  - Thymus longicaulis – Cimbru, Cimbrișor
  - Thymus pannonicus – Cimbru, Cimbrișor
  - Thymus pulcherrimus – Cimbru, Cimbrișor
  - Thymus pulegioides – Cimbru, Cimbrișor
  - Thymus serpyllum – Cimbru, Cimbrișor
  - Thymus sibthorpii – Cimbru, Cimbrișor
  - Thymus vulgaris – Cimbru, Lămâioară
  - Thymus zygioides – Cimbru, Cimbrișor
- Ziziphora
  - Ziziphora capitata

## Genuri
- Acanthomintha
- Achyrospermum
- Acinos
- Acrocephalus
- Acrotome
- Acrymia
- Adelosa
- Aegiphila
- Aeollanthus
- Agastache
- Ajuga
- Ajugoides
- Alajja
- Alvesia
- Amasonia
- Amethystea
- Anisochilus
- Anisomeles
- Archboldia
- Asterohyptis
- Ballota
- Basilicum
- Becium
- Benguellia
- Blephilia
- Bostrychanthera
- Bovonia
- Brachysola
- Brazoria
- Bystropogon
- Calamintha
- Callicarpa
- Capitanopsis
- Capitanya
- Caryopteris
- Catoferia
- Cedronella
- Ceratanthus
- Chaiturus
- Chamaesphacos
- Chaunostoma
- Chelonopsis
- Chloanthes
- Cleonia
- Clerodendrum
- Clinopodium
- Colebrookea
- Collinsonia
- Colquhounia
- Comanthosphace
- Congea
- Conradina
- Coridothymus
- Cornutia
- Craniotome
- Cryphia
- Cuminia
- Cunila
- Cyanostegia
- Cyclotrichium
- Cymaria
- Dauphinea
- Dicerandra
- Dicrastylis
- Discretitheca
- Dorystoechas
- Dracocephalum
- Drepanocaryum
- Elsholtzia
- Endostemon
- Englerastrum
- Eremostachys
- Eriope
- Eriophyton
- Eriopidion
- Eriothymus
- Erythrochlamys
- Euhesperida
- Eurysolen
- Faradaya
- Fuerstia
- Galeopsis
- Garrettia
- Geniosporum
- Glechoma
- Glechon
- Glossocarya
- Gmelina
- Gomphostemma
- Gontscharovia
- Hanceola
- Haplostachys
- Haumaniastrum
- Hedeoma
- Hemiandra
- Hemigenia
- Hemiphora
- Hemizygia
- Hesperozygis
- Heterolamium
- Hoehnea
- Holmskioldia
- Holocheila
- Holostylon
- Horminum
- Hosea
- Hoslundia
- Huxleya
- Hymenocrater
- Hymenopyramis
- Hypenia
- Hypogomphia
- Hyptidendron
- Hyptis
- Hyssopus
- Isodictyophorus
- Isodon
- Isoleucas
- Kalaharia
- Karomia
- Keiskea
- Killickia
- Kudrjaschevia
- Kurzamra
- Lachnostachys
- Lagochilus
- Lagopsis
- Lallemantia
- Lamiophlomis
- Lamium
- Lavandula
- Leocus
- Leonotis
- Leonurus
- Lepechinia
- Leucas
- Leucophae
- Leucosceptrum
- Limniboza
- Lophanthus
- Loxocalyx
- Lycopus
- Macbridea
- Madlabium
- Mallophora
- Marmoritis
- Marrubium
- Marsypianthes
- Matsumurella
- Meehania
- Melissa
- Melittis
- Mentha
- Meriandra
- Mesona
- Metastachydium
- Microcorys
- Micromeria
- Microtoena
- Minthostachys
- Moluccella
- Monarda
- Monardella
- Monochilus
- Mosla
- Neoeplingia
- Neohyptis
- Neorapinia
- Nepeta
- Newcastelia
- Nosema
- Notochaete
- Obtegomeria
- Ocimum
- Octomeron
- Ombrocharis
- Oncinocalyx
- Origanum
- Orthosiphon
- Otostegia
- Ovieda
- Oxera
- Panzerina
- Paralamium
- Paraphlomis
- Paravitex
- Peltodon
- Pentapleura
- Perilla
- Perillula
- Peronema
- Perovskia
- Perrierastrum
- Petitia
- Petraeovitex
- Phlomidoschema
- Phlomis
- Phyllostegia
- Physopsis
- Physostegia
- Piloblephis
- Pitardia
- Pityrodia
- Platostoma
- Plectranthus
- Pogogyne
- Pogostemon
- Poliomintha
- Prasium
- Premna
- Prostanthera
- Prunella
- Pseudocarpidium
- Pseudocaryopteris
- Pseudoeremostachys
- Pseudomarrubium
- Puntia
- Pycnanthemum
- Pycnostachys
- Rabdosiella
- Renschia
- Rhabdocaulon
- Rhaphiodon
- Rhododon
- Rosmarinus
- Rostrinucula
- Rotheca
- Roylea
- Rubiteucris
- Rydingia
- Sabaudia
- Saccocalyx
- Salazaria
- Salvia
- Satureja
- Schizonepeta
- Schnabelia
- Scutellaria
- Sideritis
- Siphocranion
- Solenostemon
- Spartothamnella
- Sphenodesme
- Stachydeoma
- Stachyopsis
- Stachys
- Stenogyne
- Sulaimania
- Suzukia
- Symphorema
- Symphostemon
- Synandra
- Syncolostemon
- Tectona
- Teijsmanniodendron
- Tetraclea
- Tetradenia
- Teucridium
- Teucrium
- Thorncroftia
- Thuspeinanta
- Thymbra
- Thymus
- Tinnea
- Trichostema
- Tripora
- Tsoongia
- Vitex
- Viticipremna
- Volkameria
- Warnockia
- Wenchengia
- Westringia
- Wiedemannia
- Wrixonia
- Xenopoma
- Zataria
- Zhumeria
- Ziziphora

## Imagini

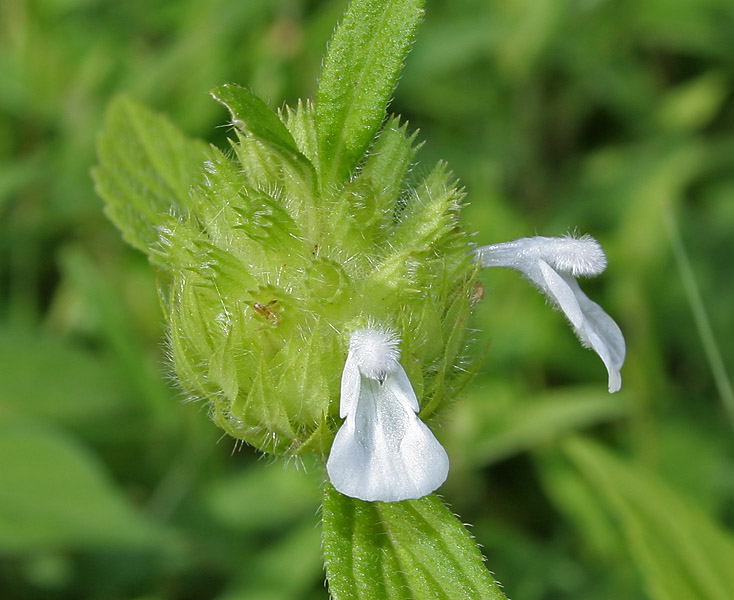
Leucas aspera (în Hyderabad, India)
Orthosiphon thymiflorus (floarea)